# うたのありか
うたのありかは、ソウル・フラワー・ユニオンの中川敬と、リクオが、毎年秋に全国開催するツアーのタイトルで、場所によってはゲスト・ミュージシャンを呼んでアコースティック・セッションを繰り広げるイベントのタイトル。
現在までに、バンバンバザール、山口洋（ヒートウェイヴ）、Dr.kyOn（BO GUMBOS）、岸田繁（くるり）、直枝政広（カーネーション）、花田裕之（ルースターズ）、仲井戸麗市 、武藤昭平 with ウエノコウジ、高野寛、宮田和弥（JUN SKY WALKER(S)）、大槻ケンヂ（筋肉少女帯）などが出演している。